# Evangelische Kirche Dudenhofen

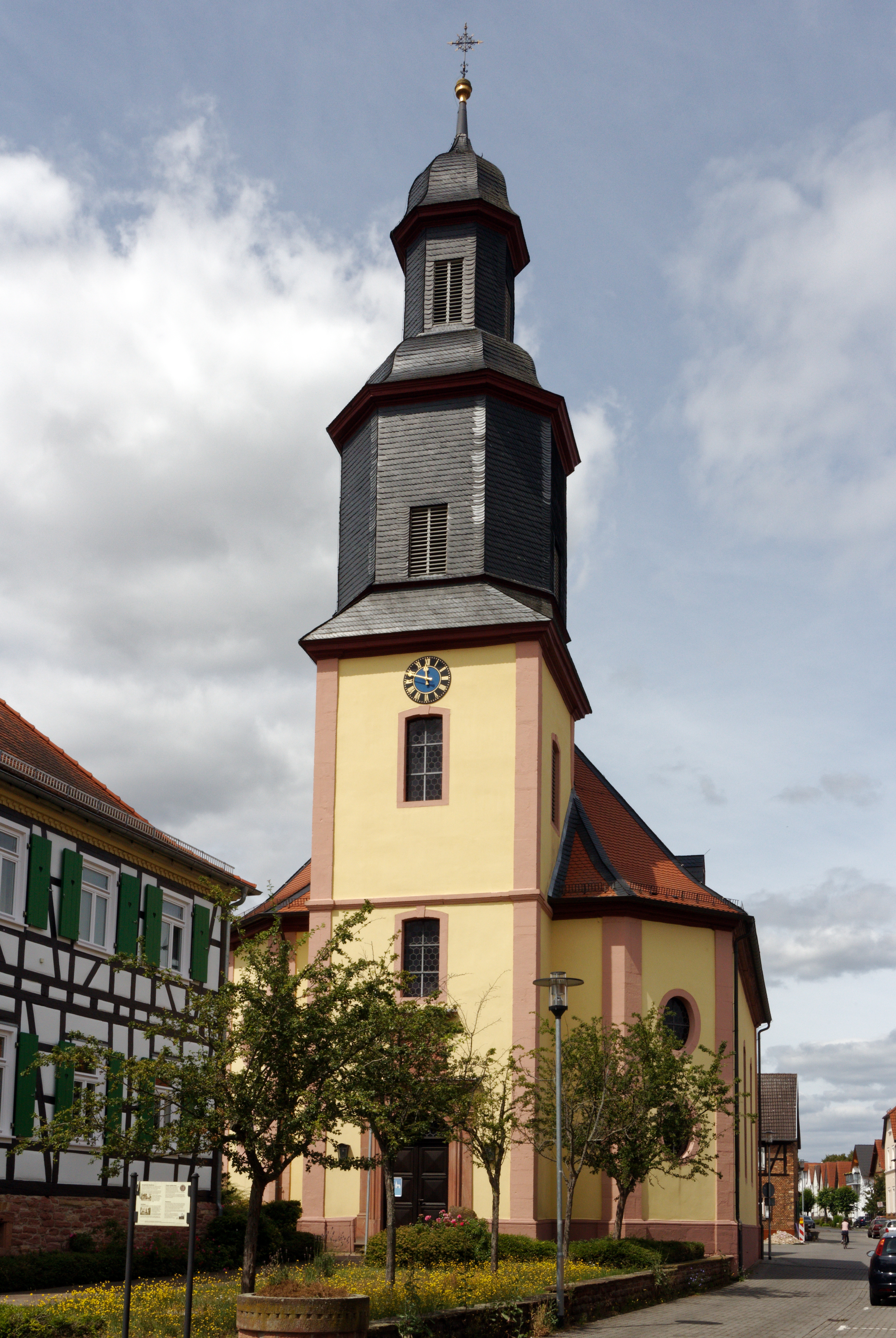
Frontalansicht der Kirche, links befindet sich das Rektor-Geißler-Haus

Die evangelische Kirche Dudenhofen ist die Kirche der evangelischen Kirchengemeinde in Dudenhofen, einem Stadtteil der hessischen Stadt Rodgau. Sie ist die einzige Querkirche in Rodgau und der einzige Kirchenbau der Barockzeit im evangelischen Dekanat Rodgau.

## Geschichte
Die Reformation wurde in Dudenhofen zwischen 1550 und 1560 unter Graf Philipp III. eingeführt. Der erste protestantische Geistliche in der Gemeinde war Elias Preuss oder Preis. Die Schreibweise seines Namens und seine Amtszeit lassen sich aus den Kirchenbüchern nicht exakt entnehmen. Dudenhofen wurde zur selbstständigen Pfarrei, die sich im Lauf der Zeit vergrößerte. Im Jahr 1845 gehörten 20 Filialorte dazu. Der Pfarrbezirk erstreckte sich damals von Messenhausen über Ober-Roden bis Klein-Welzheim und Steinheim.
Die heutige Kirche wurde in den Jahren 1769–1770 erbaut. Der Vorgängerbau stammte aus der Zeit vor der Reformation. Er war für die wachsende Kirchengemeinde zu klein geworden. 1727 war die alte Kirche um einen Anbau erweitert worden. 1739 wurde ein neuer Glockenstuhl eingebaut, ein Jahr später brannte fast die ganze Kirche aus.
Noch in den 1760er-Jahren gab es Überlegungen, die alte Kirche zu erweitern. Der Umbauplan wurde jedoch aufgegeben, nachdem ein Regierungsrat festgestellt hatte, dass „eine Erweiterung nicht thunlich sei“. Die Kirche wurde 1769 abgebrochen. Im gleichen Jahr begannen die Arbeiten am Neubau nach einem Entwurf des Ingenieurleutnants Appolt aus Hanau.
Die Kirchenbaulast lag schon in der ersten Hälfte des 18. Jahrhunderts primär beim Kirchenfonds Dudenhofen und subsidiär bei der bürgerlichen Gemeinde. Erst 1982 wurde die Unterhaltungs- und Neubauverpflichtung der bürgerlichen Gemeinde finanziell abgelöst. Die Stadt Rodgau bezahlte in vier gleichen Jahresraten insgesamt 160.000 Deutsche Mark an die evangelische Kirchengemeinde und übereignete ihr das Grundstück. Die Baulast am Pfarrhaus war bereits 1912 auf die Kirchengemeinde übergegangen.

### Bau
Der Grundstein wurde am 15. März 1769 gelegt. Der Sandstein zum Kirchenbau stammte aus Steinbrüchen in Trennfurt, wurde über den Main bis Seligenstadt verschifft und von dort zur Baustelle gebracht.
Nach einer Bauzeit von 17 Monaten war das Gebäude Mitte August 1770 fertig gestellt. Die Gesamtkosten beliefen sich auf 7396 Gulden. Die Kirche wurde am 9. September 1770 bei einer Kirchenvisitation durch einen Hanauer Stadtprediger eingeweiht.

### Renovierungen und Umbauten
Die Empore wurde 1827 verändert. Das hing mit dem Orgelbau zusammen: Die neue Dreymann-Orgel sollte nicht mehr auf der Empore über dem Haupteingang stehen, sondern über dem Altar und der Kanzel. Für das Instrument wurde eine besondere „Orgelbühne“ gebaut, die allerdings den Lichteinfall in die Kirche verringerte. Um dennoch genügend Tageslicht ins Innere zu lassen, wurde der sogenannte Gerichtsstuhl abgebrochen.
Bei einer Innenrenovierung 1896 erhielt die Kirche eine Deckenmalerei. Sie zeigte eine Szene der Bergpredigt, umgeben von den vier Evangelisten und Engeln. Außerdem wurden die Wände farbig bemalt. Die Deckenmalerei wurde 1947 wieder entfernt, weil sie beschädigt war. Bei der Renovierung in den Jahren 1947/48 wurden auch die Fenster erneuert, die 1944 bei Fliegerangriffen zerstört worden waren. Außerdem wurden die Säulen auf beiden Seiten der Sakristei freigelegt und zwei neue Heißluftöfen eingebaut.
Vor der Kirche legte die Gemeinde 1953 eine Grünanlage an, nachdem das alte Feuerwehrhaus und das Backhaus abgebrochen worden waren.

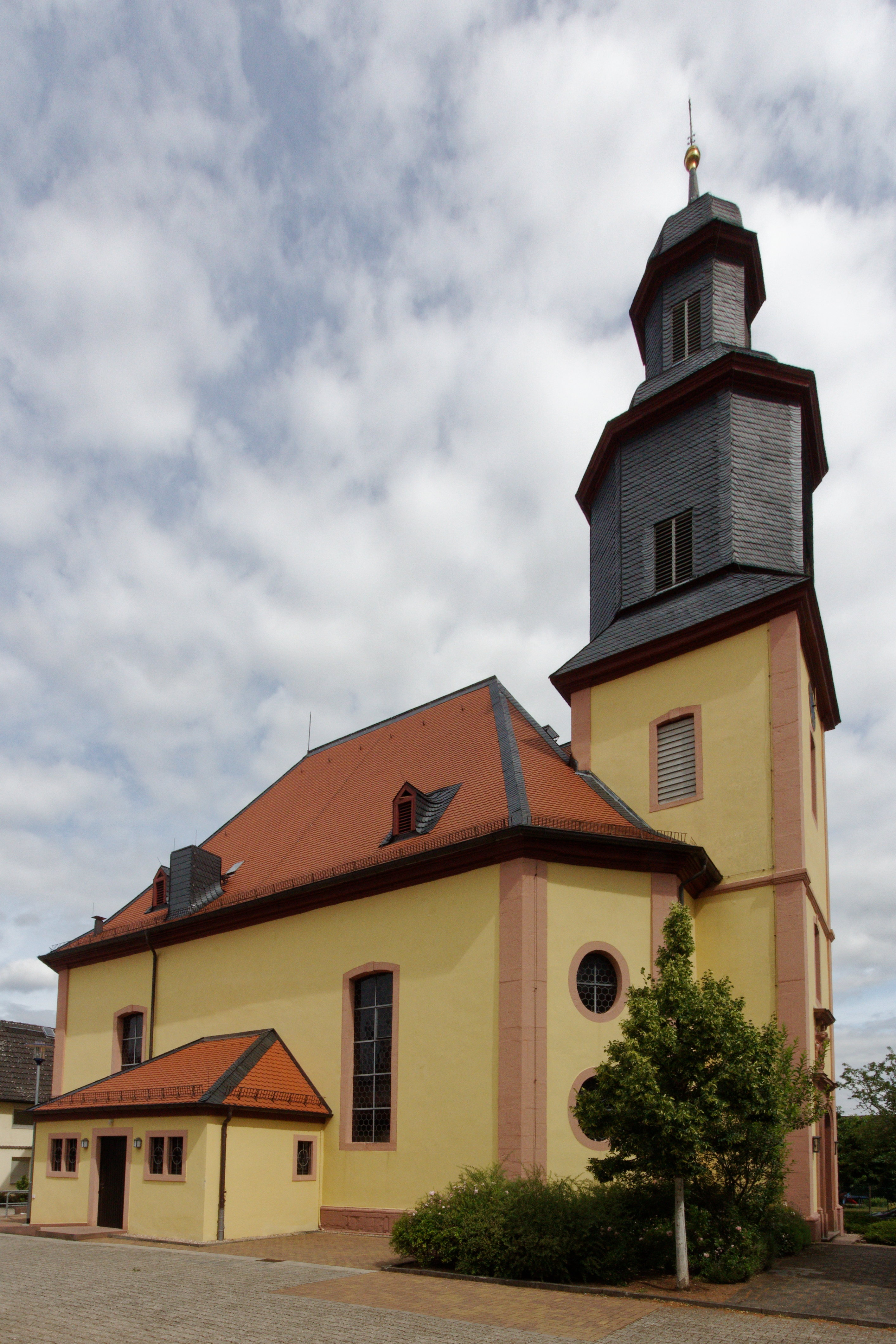
Die Sakristei wurde 1967–1969 angebaut

Vor dem 200-jährigen Bestehen der Kirche wurden Gebäude und Einrichtung in den Jahren 1967–1969 einer umfassenden Renovierung unterzogen. Während der Bauarbeiten fanden die Gottesdienste im Gemeindehaus statt. Die Kirche wurde außen und innen verputzt, eine Sakristei wurde angebaut, der Fußboden und das Gestühl wurden erneuert. Die alte Turmuhr wurde durch eine neue ersetzt. Bei vorbereitenden Arbeiten zum Einbau einer Warmluft-Ölheizung wurden Dokumente aus der Zeit des Kirchenbaus sowie menschliche Skelette gefunden. Im Rahmen der Renovierungsarbeiten wurde auch die Mauer des ehemaligen Friedhofs abgebrochen, der sich östlich der Kirche befunden hatte. Bereits zur Zeit der Vorgängerkirche waren dort Tote begraben worden.
Eine Außenrenovierung fand 1982 statt. Die verputzten Flächen erhielten einen neuen Anstrich, die schadhafte Schieferdeckung des Kirchturms wurde erneuert und das Dach des Kirchenschiffs wurde repariert. Aus dem Wunsch, das Gebäude zur 700-Jahr-Feier Dudenhofens neu zu streichen, entstanden Renovierungsarbeiten, deren Kosten sich schließlich auf rund 300.000 Deutsche Mark beliefen. In der kupfernen Turmkugel wurden während der Arbeiten historische Aufzeichnungen gefunden. In einem der Dokumente wurden die Folgen eines Blitzeinschlags im Jahr 1890 beschrieben. Ein anderes Schriftstück berichtete über die Erneuerung des Turmkreuzes und des Wetterhahns im Jahr 1916. Pfarrer Winfried Bormann ergänzte diese Aufzeichnungen um einen Bericht über die Renovierung 1982.
Die Ölheizung wurde 1997 durch eine Gasheizung ersetzt. Im Kirchturm wurde 1999 ein Mobilfunksender errichtet. Vier Antennen wurden über der Glockenstube in mehr als 25 Metern Höhe angebracht.

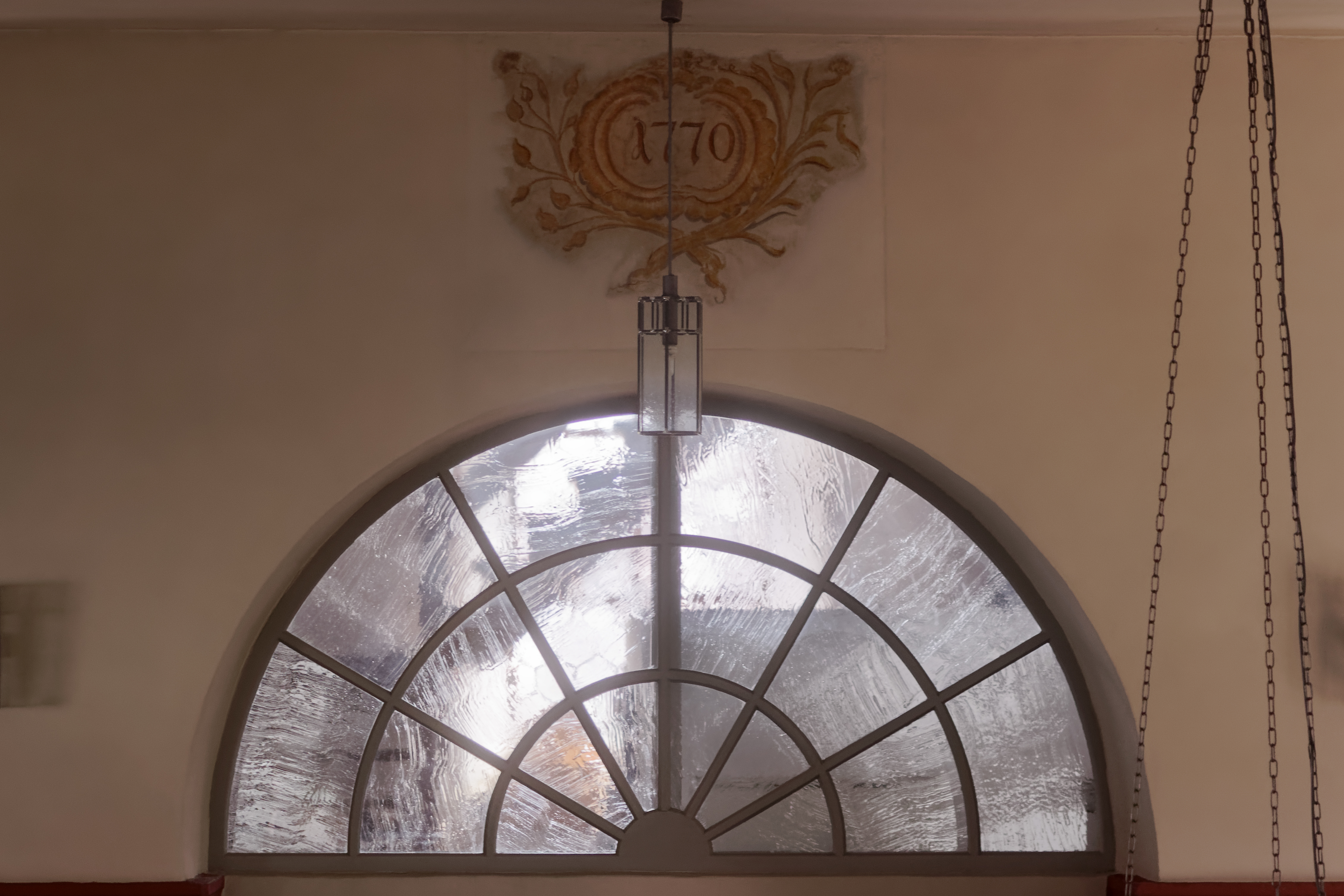
Das Rundbogenfenster von der Empore zum Turm war von 1967 bis 2001 zugemauert

Eine umfangreiche Innenrenovierung im Jahr 2001 machte einige Veränderungen der vergangenen Jahrzehnte rückgängig. Unter anderem wurde ein Rundbogen von der Empore zum Turm wieder geöffnet, der 1967 zugemauert worden war. Die Farbgestaltung orientierte sich am historischen Erscheinungsbild: dem Kontrast zwischen einem hellen Farbton (Decken und Wände) und einem kräftigen Oxidrot (Sockelstreifen und Turmpfeiler). Ein Restaurator hatte zuvor an mehr als 60 Stellen die Reste früherer Putz- und Farbschichten freigelegt. Die Renovierung dauerte vier Monate. Die Kosten beliefen sich auf rund 400.000 Deutsche Mark.
Das Kirchendach wurde 2010 neu gedeckt. Auch einige Balken des Dachstuhls mussten erneuert werden. Außerdem wurden die Kirche außen mit einem Kalkputz neu verputzt.

## Architektur

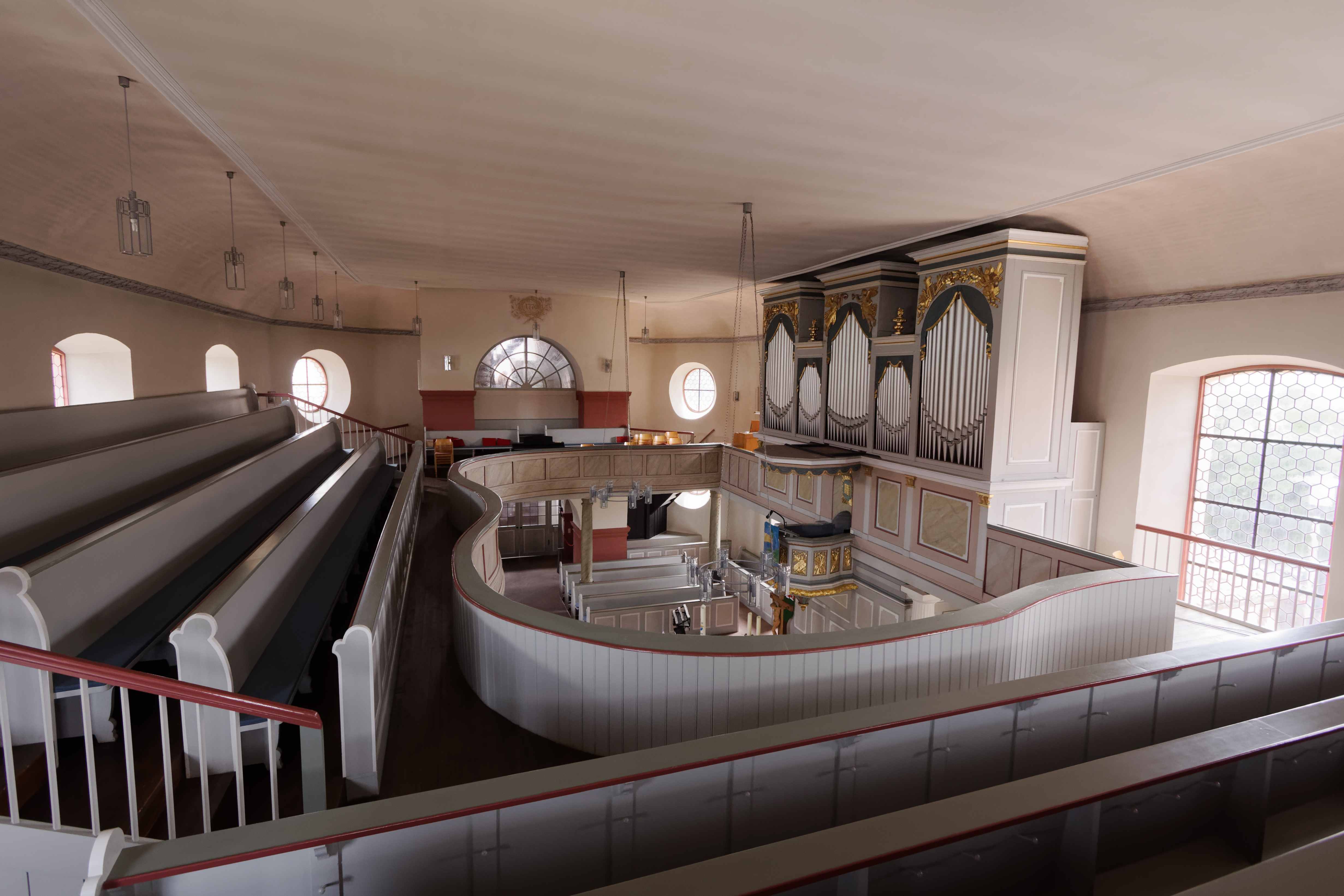
In der Querkirche befinden sich Kanzel und Altar an einer Längsseite

Die evangelische Kirche Dudenhofen ist eine Querkirche ohne Chorraum. Der rechteckige Saalbau weist abgeschrägte Ecken auf und ist durch Lisenen gegliedert. Der Längsgrundriss ist annähernd geostet.
Der Kirchturm ist an der Ostseite in den Saalbau eingesetzt. Sein Grundriss ist quadratisch. Oberhalb der Turmuhr geht er in ein abgestuftes Achteck über, das mit Schiefer verkleidet ist. Eine Haubenlaterne bildet den Abschluss.

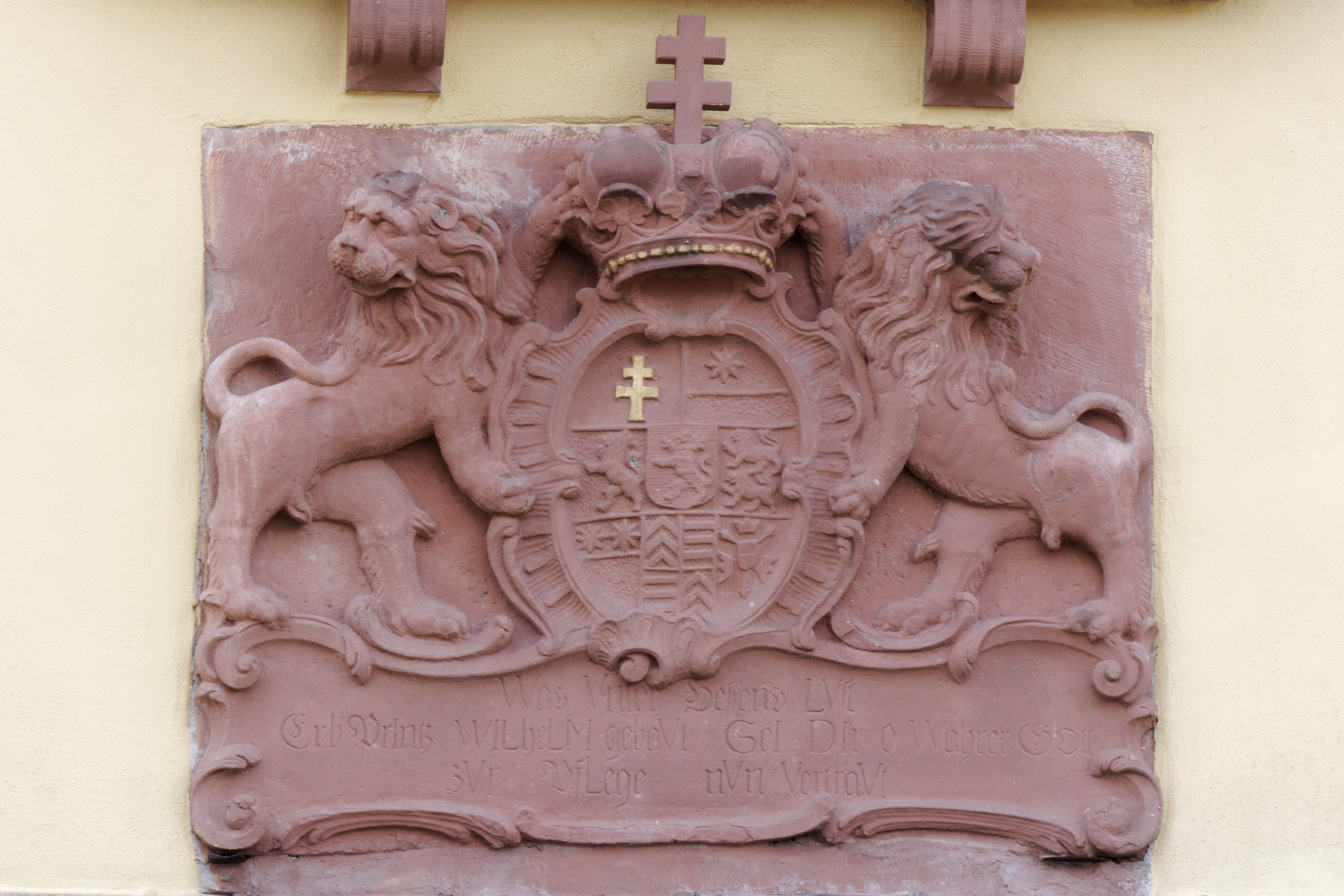
Wappen der Landgrafen von Hessen-Kassel über dem Hauptportal

Das Hauptportal mit zweiflügeliger Kassettentür befindet sich im Fuß des Kirchturms, ein weiteres Portal an der Westseite. Ein früherer Eingang von der Kirchgasse wurde zugemauert. Der Stichbogen des Hauptportals ist mit einem ornamentierten Schlussstein versehen. Ein Sandstein-Relief über dem Hauptportal zeigt zwei Löwen, die das Wappen der Landgrafen von Hessen-Kassel halten. Das Relief ist eine Arbeit des Bildhauers Kister aus Hanau. Unter dem Wappen befindet sich die Inschrift:

„Was unter Hessens Lust Erb-Prinz Wilhelm gebaut, 
sei Dir, o wahrer Gott, zur Pflege nun vertraut. 1769“

Die Kirche wurde ursprünglich aus Sichtmauerwerk errichtet. Sie wurde erst 1969 verputzt.
Die hohen Bogenfenster der Seitenwände sind aus wabenförmigen Scheiben zusammengesetzt. Die Fenster der abgekanteten Schmalwände sind oval.
Eine geschwungene, hölzerne Empore zieht sich an drei Seiten des Kirchenschiffs entlang. Sie stammt aus der Bauzeit der Kirche und wird von runden Säulen getragen.
Den Innenraum überspannt eine flache Decke, die zum Auflager hin konkav gewölbt ist.

## Ausstattung

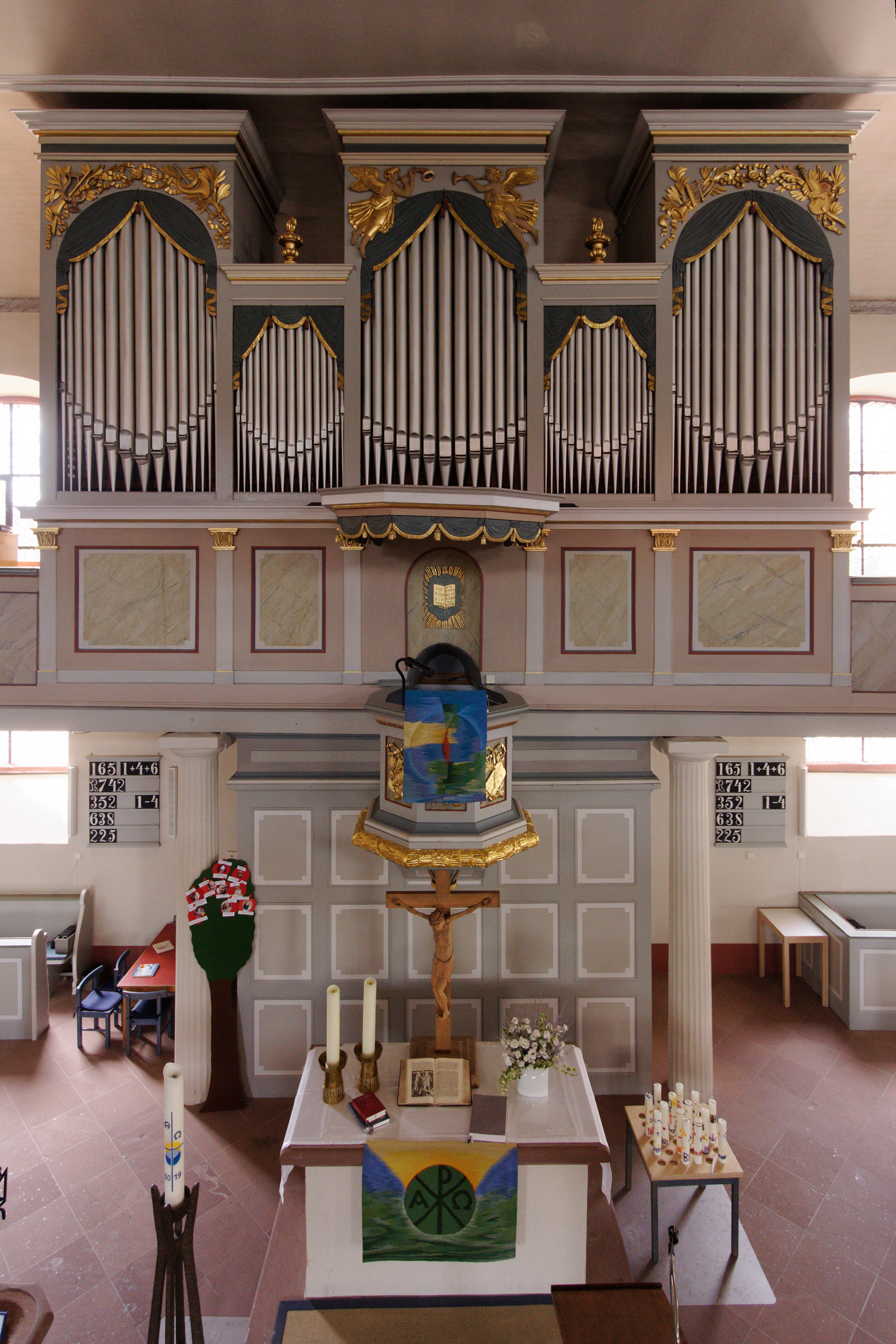
Altar, Kanzel und Orgel sind untereinander angeordnet

Die evangelische Kirche Dudenhofen wurde im lutherischen Sinn als Predigtkirche errichtet. Das zeigt sich auch an der Inneneinrichtung. Das Kirchengestühl ist aus drei Richtungen auf die Kanzel ausgerichtet. Altar, Kanzel und Orgel bilden eine Einheit an der südlichen Längsseite.

### Orgel
Ihre erste Orgel erhielt die Kirche im Jahr 1773. Sie stammte aus der Werkstatt von Johann Christian Dauphin aus Kleinheubach. Das Instrument hatte zehn Register und kostete 450 Gulden. Die erste größere Reparatur fand 1790 bei Johann Henrich Schmidt in Hanau statt. Im Jahr 1829 wurde die Orgel an die katholische Kirchengemeinde Nieder-Roden verkauft, wo sie noch bis 1853 in Gebrauch war.
Der Bau der zweiten Orgel 1829 durch Bernhard Dreymann brachte eine grundlegende Veränderung. Sie wurde nicht mehr über dem Haupteingang platziert, sondern auf einer neuen Orgelbühne an der südlichen Längsseite der Kirche über dem Altar und der Kanzel. Der Orgelbauer fertigte nicht nur die Orgel an, sondern auch die neue Kanzel. Dadurch wirkt die Orgelwand der Kirche sehr einheitlich.
Die Dreymann-Orgel hatte 18 Register und kostete 2100 Gulden. Sie besaß eine besondere Registriervorrichtung: Mit einem Hebel, den er mit dem Knie bediente, konnte der Organist mehrere Register auf einmal ein- und ausschalten. Obwohl das Instrument nur über ein Manual verfügte, konnte man damit einen ähnlichen Effekt wie mit einer zweimanualigen Orgel erzielen.

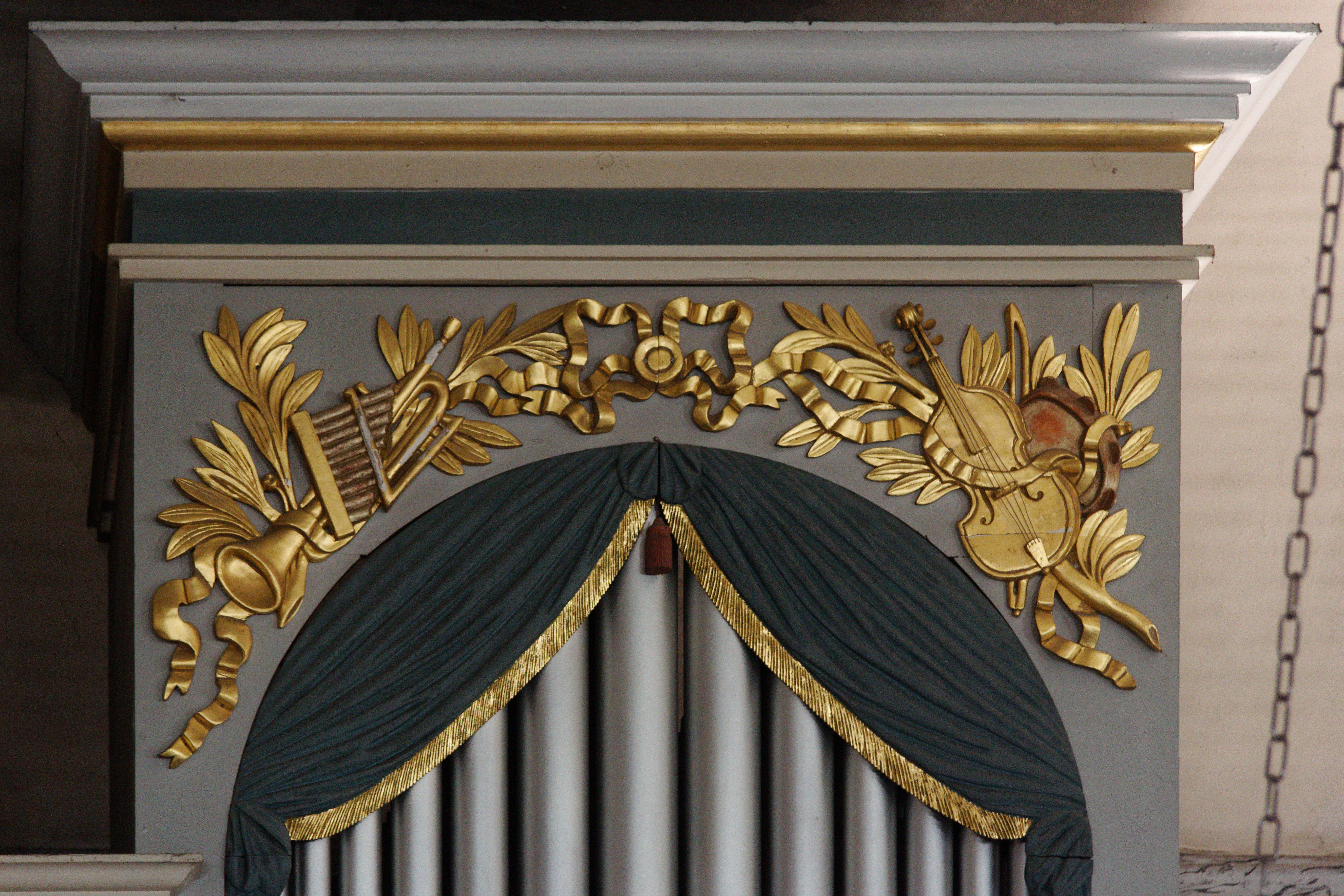
Detail des Orgelprospekts

Die Vorderseite der Dreymann-Orgel ist noch erhalten. Das Orgelwerk wurde jedoch im Jahr 1912 erneuert. Die Firma Förster & Nicolaus aus Lich baute ein Instrument mit 15 Registern und zwei Manualen ein. Die hellen und scharfen Klangfarben des Vorgänger-Instruments wurden durch einen vollen, runden Orgelklang ersetzt. Ein elektrisches Gebläse machte 1935 das Balgentreten überflüssig. Bei der Kirchenrenovierung 1968 bis 1970 wurden einige Register verändert, um sie dem Klang den früheren Orgeln anzunähern. Ein neuer Spieltisch mit elektrischer Traktur wurde 1974 eingebaut, außerdem wurde ein Register namens Mixtur eingefügt. Ein Pedalregister wurde 1994 durch einen Trompetenbass (Trompete 8‘) ersetzt.

### Glocken
In den ersten Jahren hing im Glockenstuhl nur eine einzige Glocke. Sie war 1662 von Johann Wagner in Frankfurt am Main gegossen worden. Die Glocke wog 422 Pfund und hatte den Ton c. Eine zweite, größere Glocke erwarb die Kirchengemeinde 1812 aus Seligenstadt, wo die alte Pfarrkirche abgetragen wurde. Der Kaufpreis von 750 Gulden wurde aus Spenden finanziert. Diese Glocke wog 1200 Pfund, hatte den Ton a und trug als Inschrift den Gebetsvers Ave Maria gratia plena Dominus tecum. Eine dritte Glocke kam 1844 dazu. Sie wurde von Jakob Anfou Bastelli (Aschaffenburg) gegossen, wog 704 Pfund und erzeugte einen Ton zwischen b und h.
Nachdem die größte Glocke 1872 beim Abendläuten einen Sprung bekommen hatte, gab die Gemeinde ein neues Geläut in Auftrag. Die drei neuen Glocken aus der Gießerei Hamen in Kaiserslautern bildeten den Dreiklang d – f – a (d-Moll). Sie waren schwerer als das alte Geläut (2472, 1466 ½ und 723 ½ Pfund). Die Glockenweihe fand am 28. April 1873 statt.
Im Ersten Weltkrieg musste die Kirchengemeinde 1917 ihre beiden größten Glocken abgeben. Aus dem Metall wurden Rüstungsgüter hergestellt. Vier Jahre später, 1921, wurden zwei neue Glocken mit den Tönen d und f aufgehängt. Sie stammten aus der Glockengießerei Andreas Hamm aus Frankenthal. Der Preis von 15.175 Mark wurde aus der Gemeindekasse bezahlt. Diese beiden Glocken wurden am 1. Mai 1921 eingeweiht. Im Zweiten Weltkrieg wurden sie für Kriegszwecke eingeschmolzen.
Seit 1950 hat die Kirche ein vierstimmiges Geläut. Die drei Glocken mit den Tönen e, g und c stammen aus der Glocken- und Kunstgießerei Rincker in Sinn. Die e-Glocke wiegt 940 kg, die g-Glocke 550 kg und die c-Glocke 240 kg. Die Kosten wurden zum größten Teil aus Spenden und aus dem Erlös von Veranstaltungen finanziert. Den Restbetrag übernahm die bürgerliche Gemeinde, die zur Beschaffung und Unterhaltung des Geläuts verpflichtet war. Probst Felix Rau weihte das neue Geläut am 28. Mai 1950, dem ersten Pfingstfeiertag.
Seit 10. November 1963 läuten die Kirchenglocken elektrisch. Das Läutewerk stammte von der Firma Diegner & Schade aus Dorsten. Der Glockenstuhl wurde 1995 erneuert.

### Kunstwerke und weitere Ausstattung

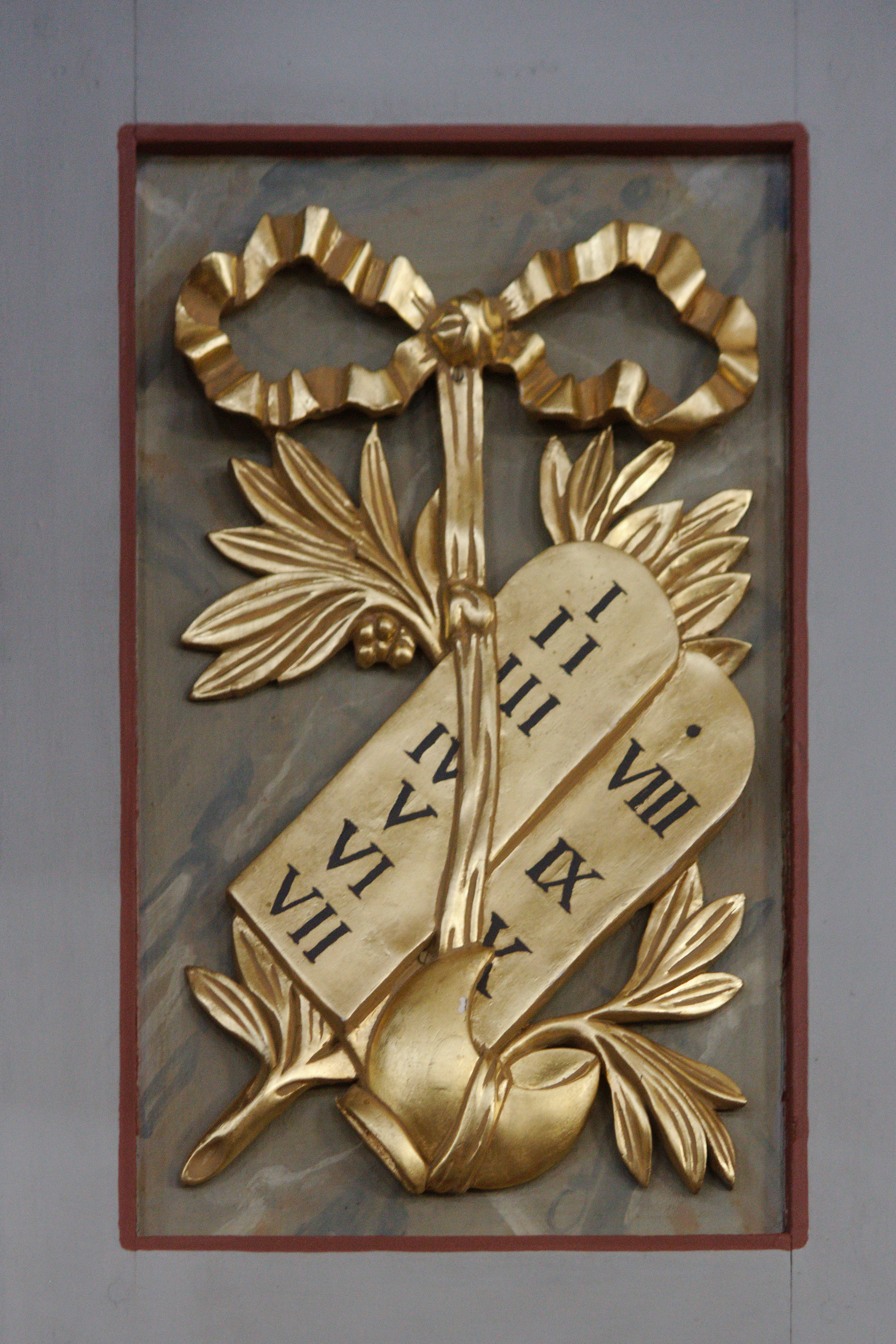
Symbolische Darstellung der Zehn Gebote an der Kanzel

Mit künstlerischen Darstellungen ist der Innenraum sparsam ausgestattet. Lediglich die Kanzel und der Orgelprospekt sind mit vergoldeten Holzschnitzarbeiten geschmückt. An den Außenseiten der Kanzel befinden sich neun symbolische Darstellungen, von links nach rechts gesehen:
- Anker
- Kreuz mit Ölzweig
- Weintrauben
- Glocke
- Waage und Schwert
- Tafeln der Zehn Gebote
- Ähren
- Beil und Baumstamm
- Herz

Am Schalldeckel der Kanzel ist das Auge der Vorsehung angebracht. Eine Tafel an der Kanzelrückwand zeigt das Bibelwort „Wer Ohren hat zu hören, der höre“. Der Orgelprospekt ist mit der Darstellung von Engeln und Musikinstrumenten verziert.
Bereits 1885 hatte Georg Schäfer in Kunstdenkmäler im Großherzogtum Hessen die evangelische Kirche Dudenhofen als „kunstlos und kunstleer“ bezeichnet; die Gestaltung des Innenraums erinnere „mehr an einen homiletischen Sprechsaal, als an einen eigentlichen Kirchenbau“. Eine 1896 angebrachte Deckenmalerei wurde 1947 wieder entfernt.

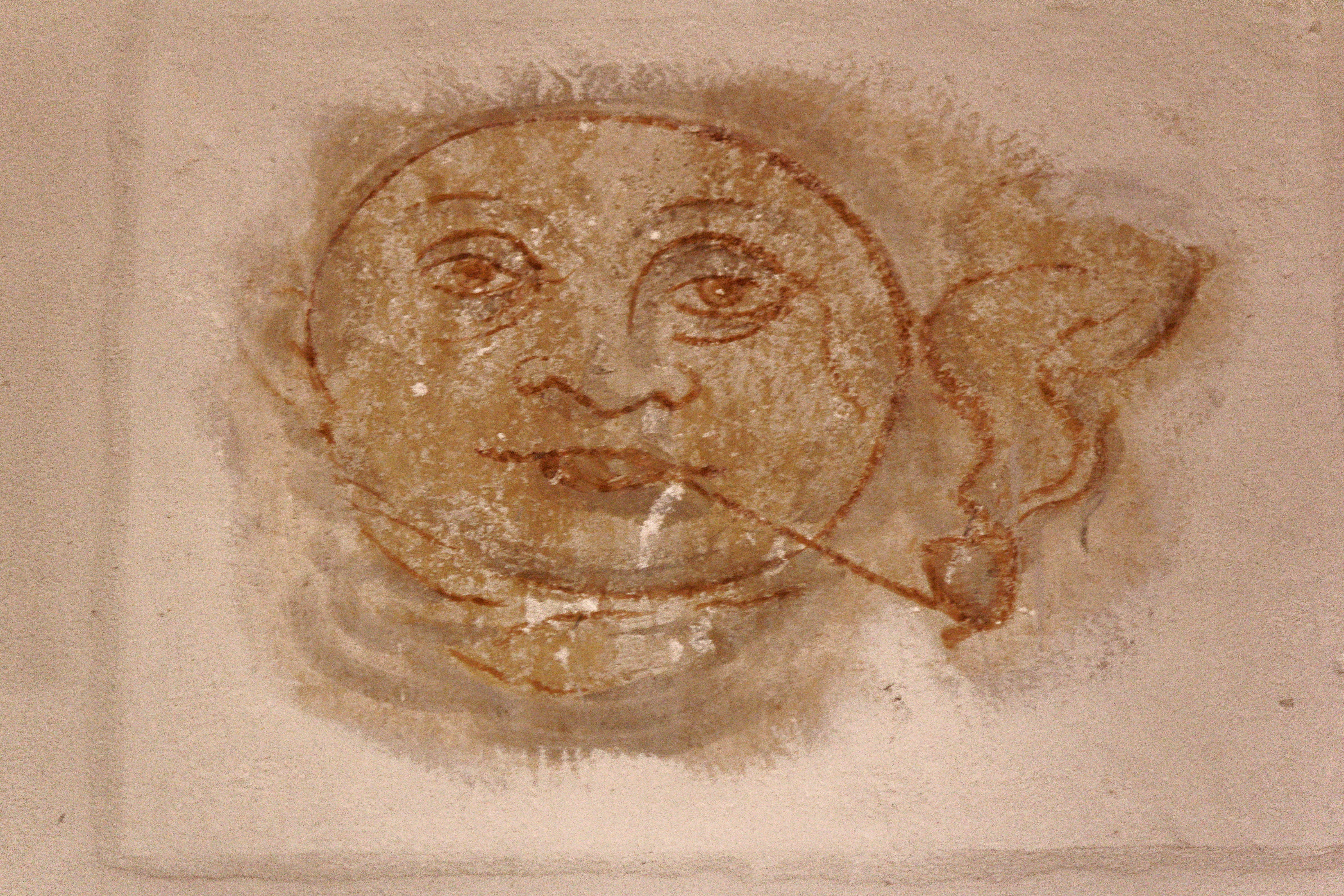
Ein Pfeife rauchendes Mondgesicht als Wandmalerei

Ein Kuriosum ist eine kleine Wandmalerei an einer Seitenwand des Turms, die in die Chorempore hineinragt. Sie zeigt ein Mondgesicht, das Pfeife raucht. Dabei soll es sich um ein Überbleibsel einer früheren Wandmalerei handeln. In früheren Jahrhunderten hatten Bauern in Dudenhofen auch Tabak und Wein angebaut. Der Tabak wurde auf dem Dachboden der Kirche getrocknet.
Ein neuer Taufstein wurde am 4. September 1988 eingeweiht. Er besteht aus Mainsandstein. Der metallene Teller, der zur Taufzeremonie aufgelegt wird, trägt die Inschrift: „Ich will rein Wasser über euch sprengen; dass ihr rein werdet.“ An seiner Vorderseite trägt der Taufstein das Christusmonogramm.